# Estheria pallicornis
Estheria pallicornis là một loài ruồi trong họ Tachinidae.